# Jules-Alexis Muenier
Jules-Alexis Muenier, né à Lyon le 29 novembre 1863 et mort à Coulevon (Haute-Saône) le 17 décembre 1942, est un peintre et photographe français.

## Biographie
Jules-Alexis Muenier est le fils d'Alexis Muenier, écrivain et journaliste qui fut rédacteur en chef de L'Aube puis de L'Indépendant de l'Oise. Il fait ses études au lycée de Troyes, où il se distingue dans les cours de dessin animés par Émile Loncle, puis au lycée de Beauvais. En 1881, il entre dans l'atelier de Jean-Léon Gérôme à l'École des Beaux-Arts de Paris et se lie d'amitié avec les peintres Pascal Dagnan-Bouveret et Gustave Courtois.
En 1885, il quitte la capitale pour se rendre à Coulevon, près de Vesoul, et épouse Marie Pâris le 15 juillet ; c'est dans ce petit village de Haute-Saône qu'il passe l'essentiel de sa vie, dans une grande propriété acquise par ses beaux-parents, ancienne demeure de Gérome.
En 1887, il se fait connaître dans un premier Salon avec Le Bréviaire, exposé malgré les réticences de son maître Gérome. Il est médaillé pour cette œuvre et en juin 1887, grâce à une bourse de voyage, il se rend, après avoir traversé l'Espagne, à Fès puis à Tanger où il retrouve les peintres Georges Brétegnier, Louis-Auguste Girardot mais aussi René-Xavier Prinet, puis il se rend à Alger avec Pascal Dagnan-Bouveret. Durant cette période orientaliste, il produit de nombreuses études, et en particulier deux tableaux exposés au Musée d'Orsay : Crépuscule sur Alger et Femmes d'Alger sur les terrasses. En 1891, sa Leçon de catéchisme est admise au musée du Luxembourg à Paris et, deux ans plus tard, c'est à Chicago qu'il présente Aux beaux jours, tableau exposé en 1890 au Salon de la Société nationale des Beaux-Arts.

« Monsieur Muenier, lui aussi, tient beaucoup de Bastien Lepage, sa touche est mince, presque diaphane, et ses corps sont plus des apparences que des réalités, mais c’est avec une délicatesse extrême et une rare distinction qu’il comprend et analyse la poésie des êtres simples, dans leurs occupations familières, lorsqu’ils nous apparaissent revêtus d’une beauté passagère et exquise, et comme transfigurés, par la beauté environnante et éternelle des choses. Il a le sentiment de la paix dans la nature et de la paix dans les âmes. On se souvient de son début si aimable : un bon prêtre, assis sur une terrasse, au milieu de ses plates-bandes, dans la douceur du crépuscule, lisant son bréviaire. On retrouve cette même sérénité, ce même apaisement des physionomies, cette même jouissance innocente de la verdure, des fleurs, de l’ été, dans ce déjeuner de famille, à la campagne, qu’il intitule « Les beaux jours ». Rien de plus bourgeois et pourtant rien de plus finement pénétrant. »

— Extrait de La Revue des Deux Mondes, mai 1890
Il a pour sujets favoris des scènes naturalistes de la vie quotidienne dans les campagnes haut-saônoises mais également des tableaux réalisés sur la côte varoise à Agay et Menton ; plusieurs tableaux sont également réalisés en Corse, où il séjourna pendant deux ans, et en Suisse où son fils Pierre était professeur de littérature française à l'université de Fribourg. En 1905, il est interrogé chez lui par Eugène Tavernier (1863-1909), pour la dépêche républicaine . 
Il peignit jusqu'à la veille de sa mort. Partout dans le monde les musées exposent des toiles de Jules-Alexis Muenier comme le Musée du Luxembourg à Paris, mais également ceux de Philadelphie, Montréal, Melbourne, Odessa, Chicago etc. Son tableau le plus connu, La Leçon de clavecin, fut acheté par l'État en 1911 ; vers la même époque, un riche Sud-Américain acheta Le Réveil ; La Femme au miroir fut vendue au Japon, à la galerie du Mikado, et L'Enfant à la mouche à la collection Dollfus à Mulhouse. Le portrait du maréchal Foch resta la propriété de son auteur, puis fut longtemps exposé en France et aux États-Unis.
Il est fait officier de la Légion d'honneur en 1911, après La Leçon de clavecin, et est élu membre de l'Académie des beaux-arts en 1921. Il compte plus de trois cents œuvres à son actif et expose entre 1887 et 1941 dans les Salons parisiens, Salon des artistes français et Salon de la Société nationale des Beaux-Arts.
En 1924, il participe à une exposition naturaliste à Belfort, aux côtés de peintres franc-comtois, lorrains et alsaciens de renom tels Georges Fréset, Jules Adler, Jules-René Hervé et Joseph-Paul Alizard.
C'est René-Xavier Prinet qui lui succède à l'Institut de France en 1943 et prononce le discours d'hommage à ses travaux.
Jules-Alexis Muenier a résidé durant de nombreuses années au château de Coulevon, où une place porte son nom. Il repose dans le petit cimetière de Coulevon.
Il est le père de Pierre Alexis Muenier, auteur de L'Angoisse de Verdun, notes d'un conducteur d'auto sanitaire, La Vie et l'art de Jean-Jacques Henner et d'Emile Montegut, critique littéraire ; cet ouvrage, écrit en 1925, est son sujet de thèse de doctorat ès lettres.

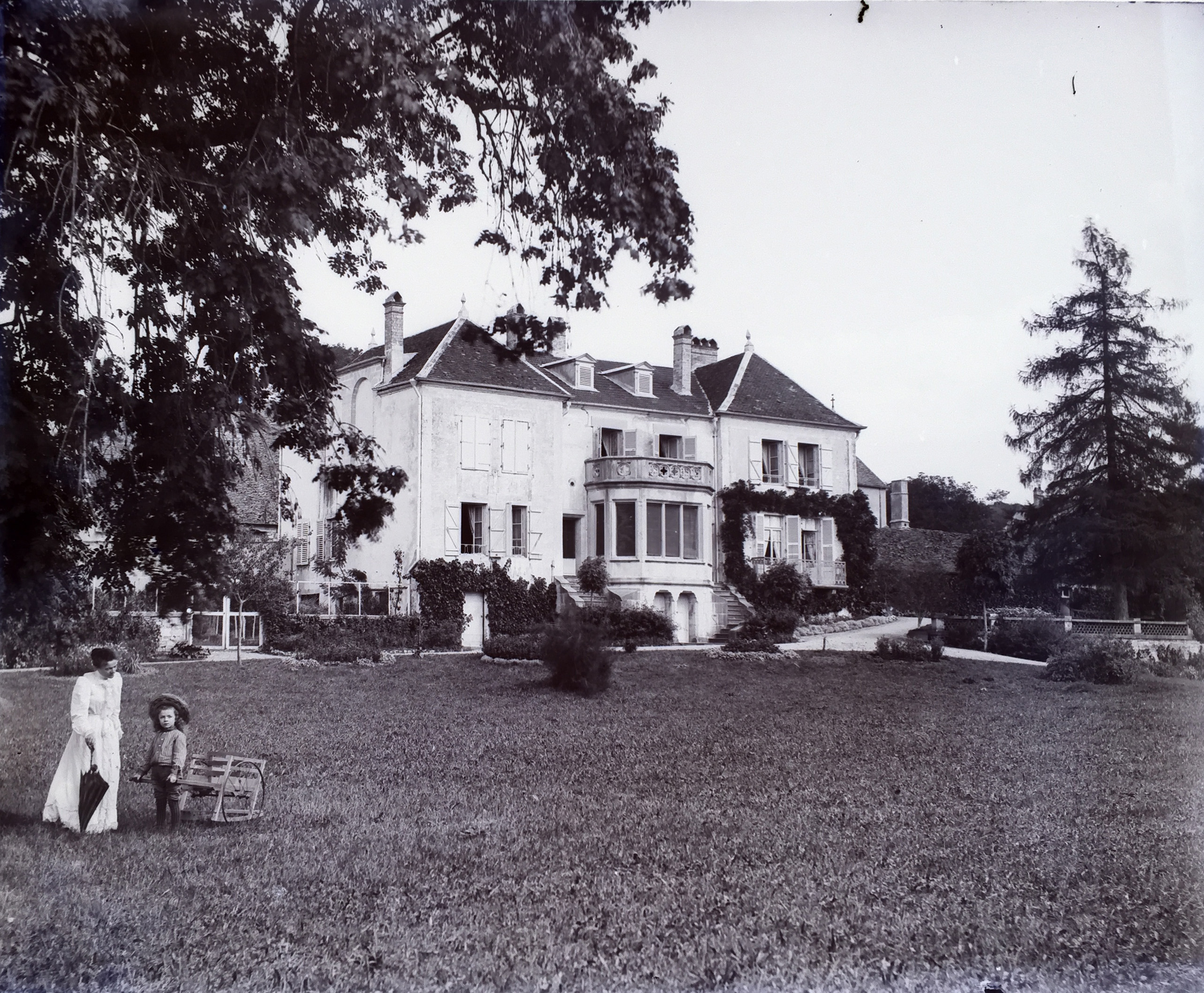
La maison de Jules-Alexis Muenier à Coulevon.
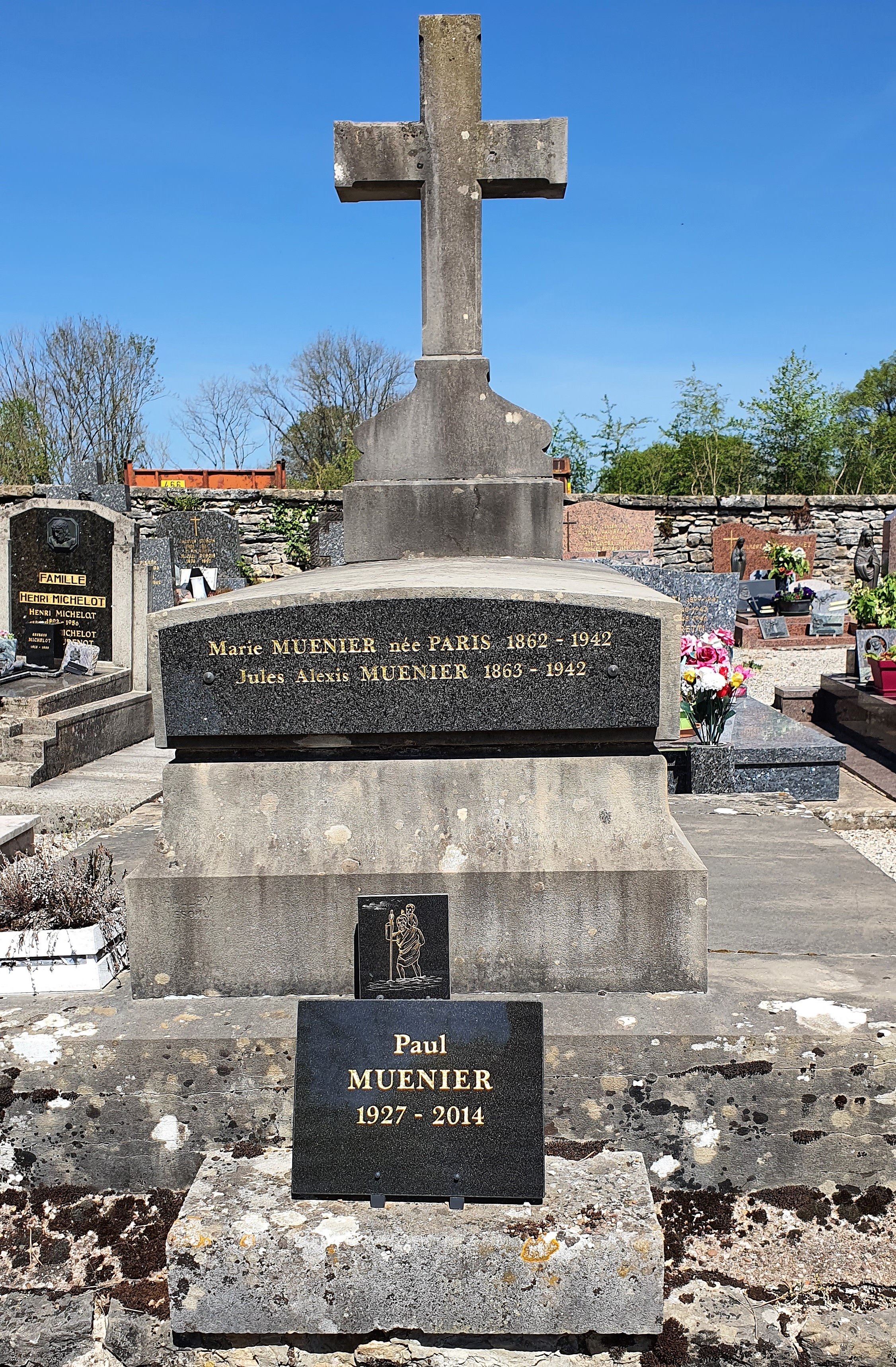
Sépulture du peintre Jules-Alexis Muenier.

## Galerie

Œuvres de Jules-Alexis Muenier
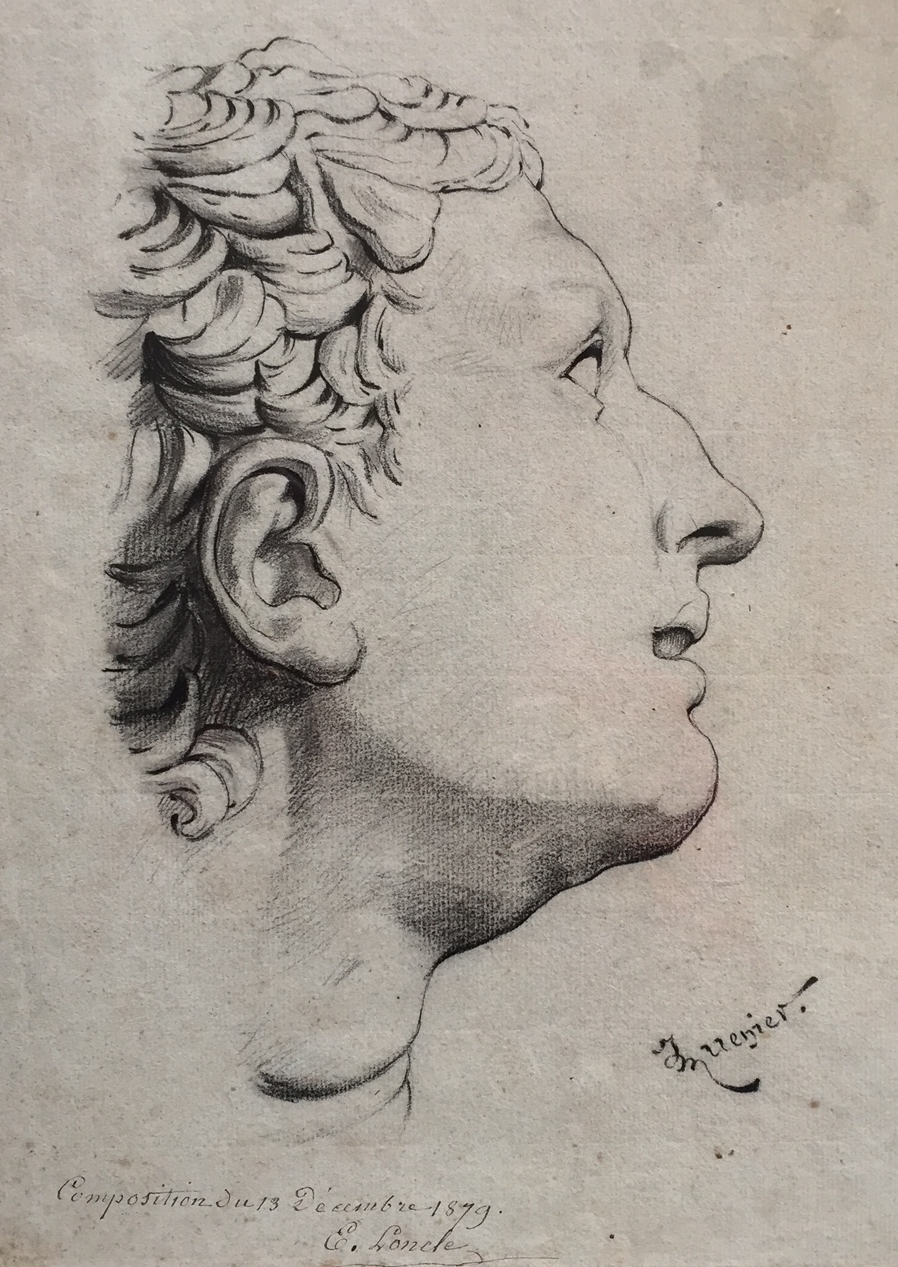
Dessin de J.-A. Muenier, lycée de Troyes, 1879.
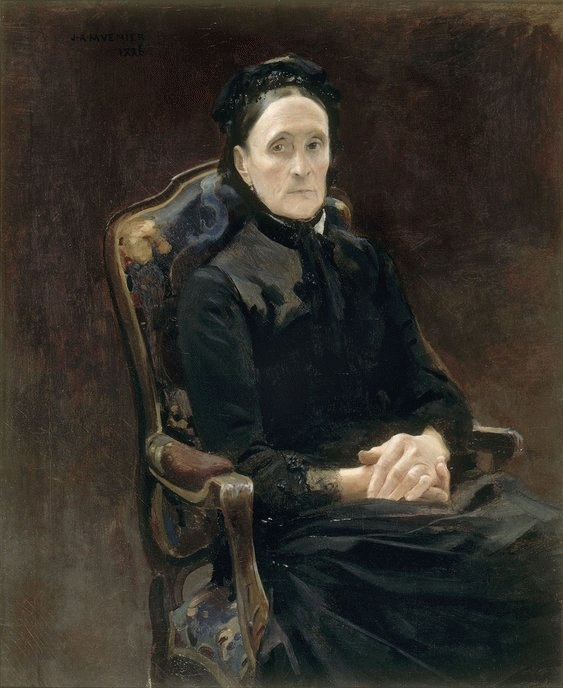
Madame Parîs, 1886, musée d'Orsay.
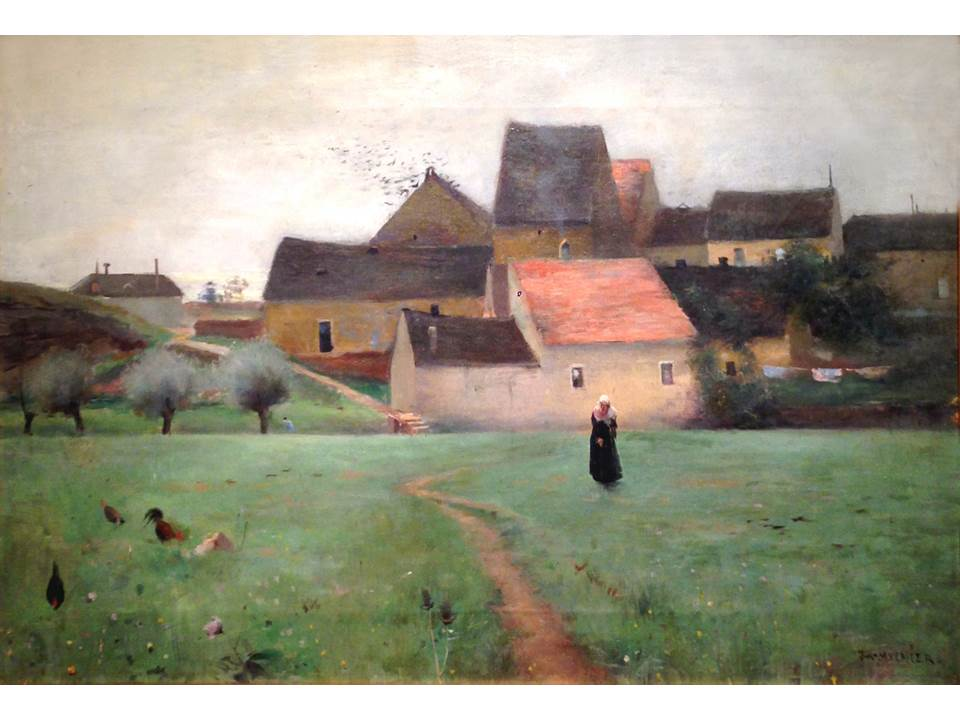
Montciel.
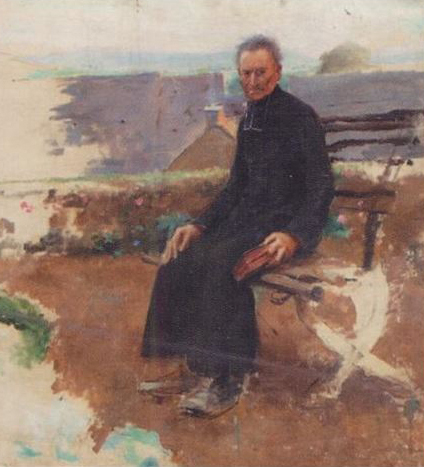
Étude pour le bréviaire.
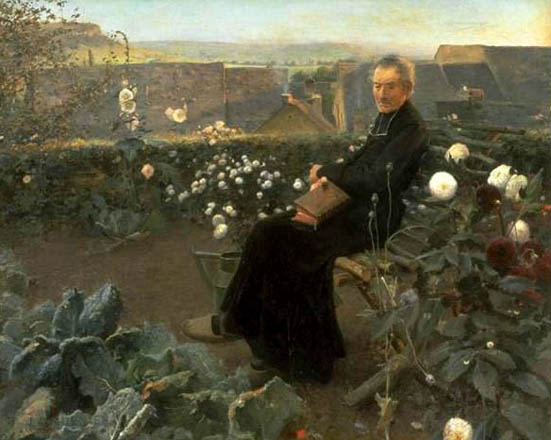
La Retraite de l'aumônier, ou Le Bréviaire, 1886, musée de Cambrai.
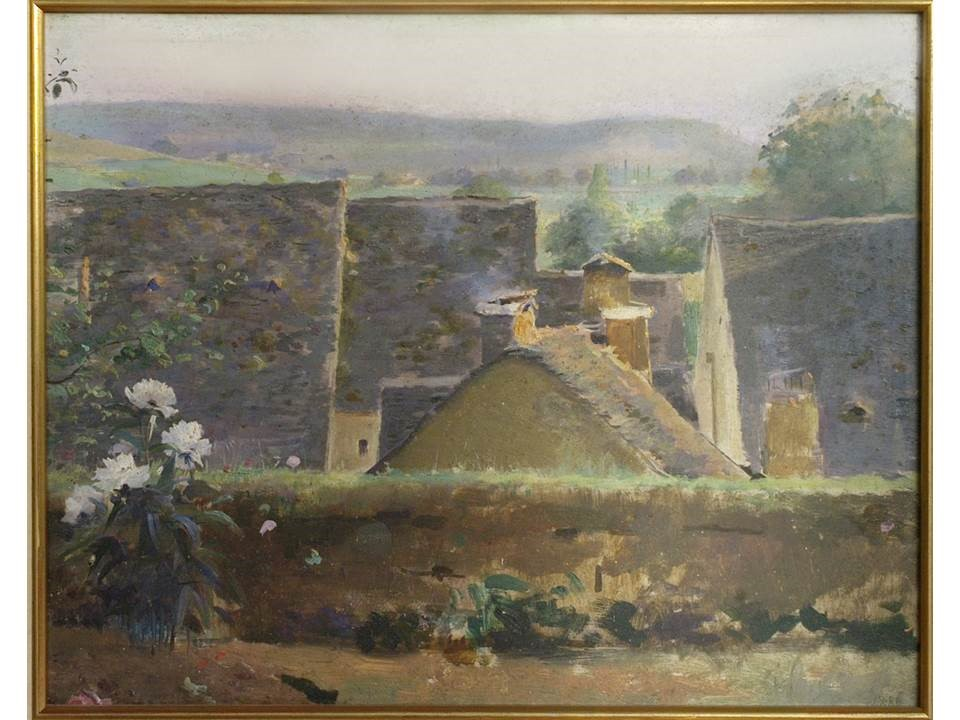
Les toits de Coulevon.
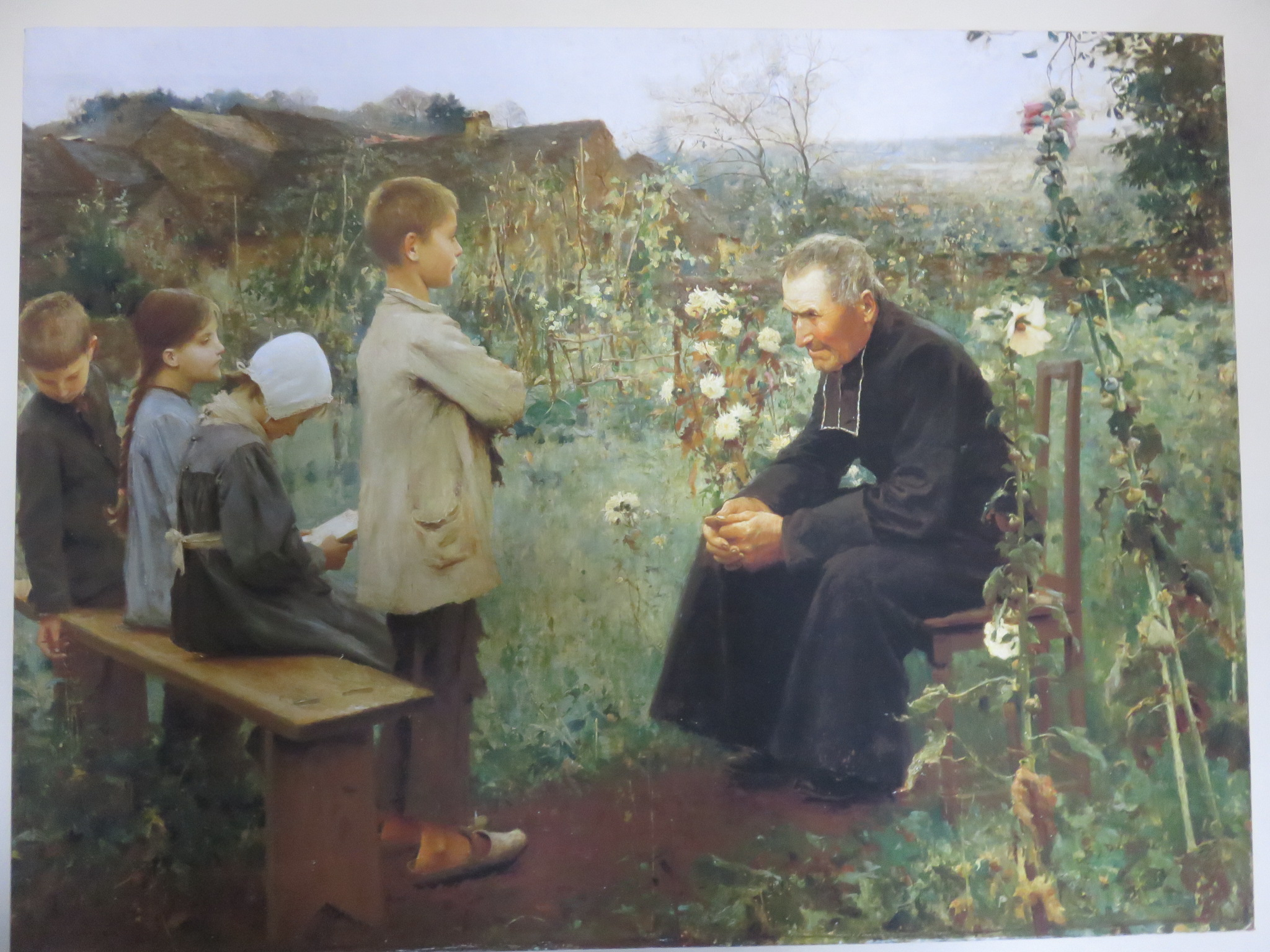
La leçon de Catéchisme, 1890 - Besançon Musée des Beaux Arts

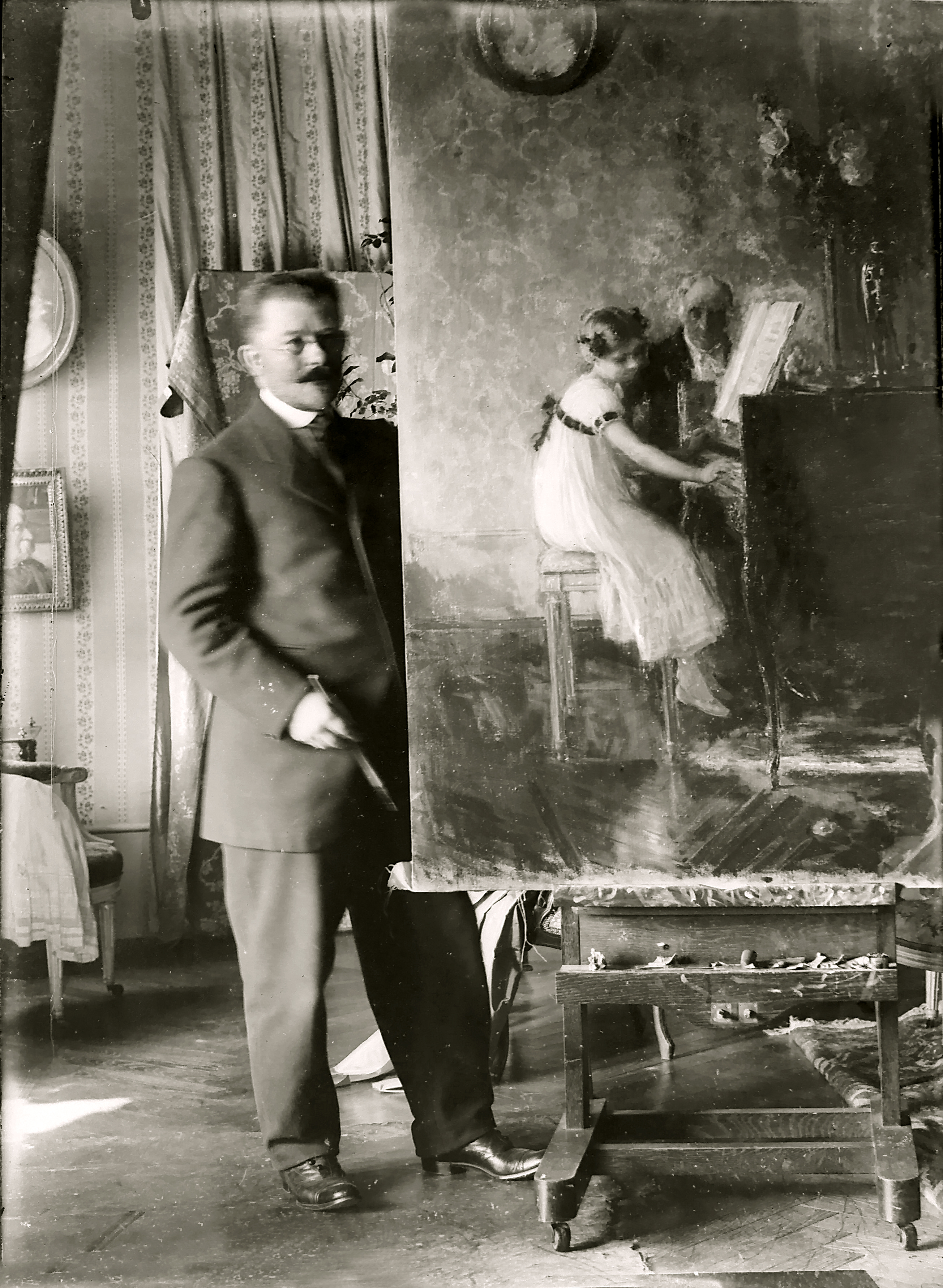
J.-A. Muenier peignant La leçon de clavecin.

Photos de Jules-Alexis Muenier
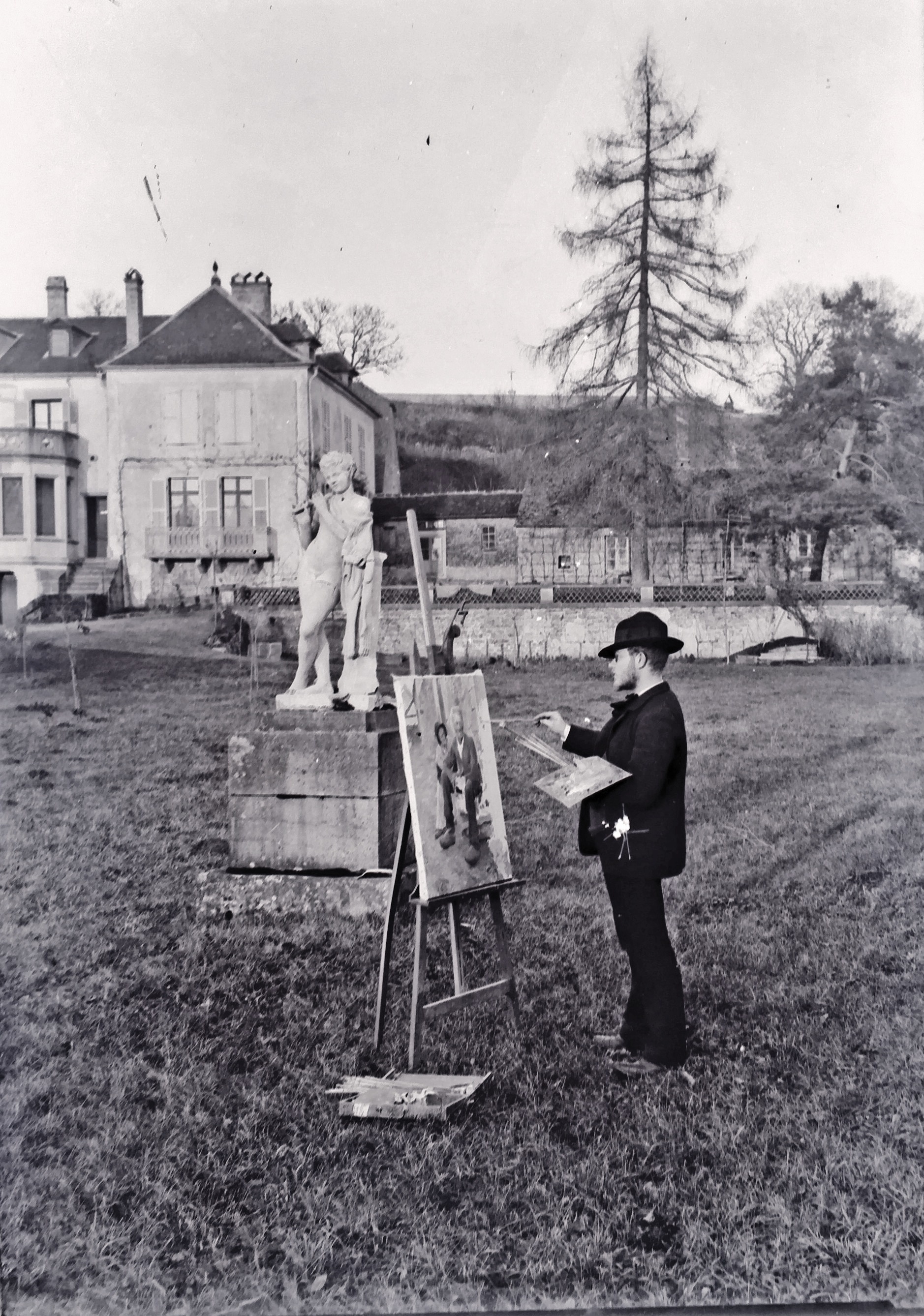
J.-A. Muenier à Coulevon.
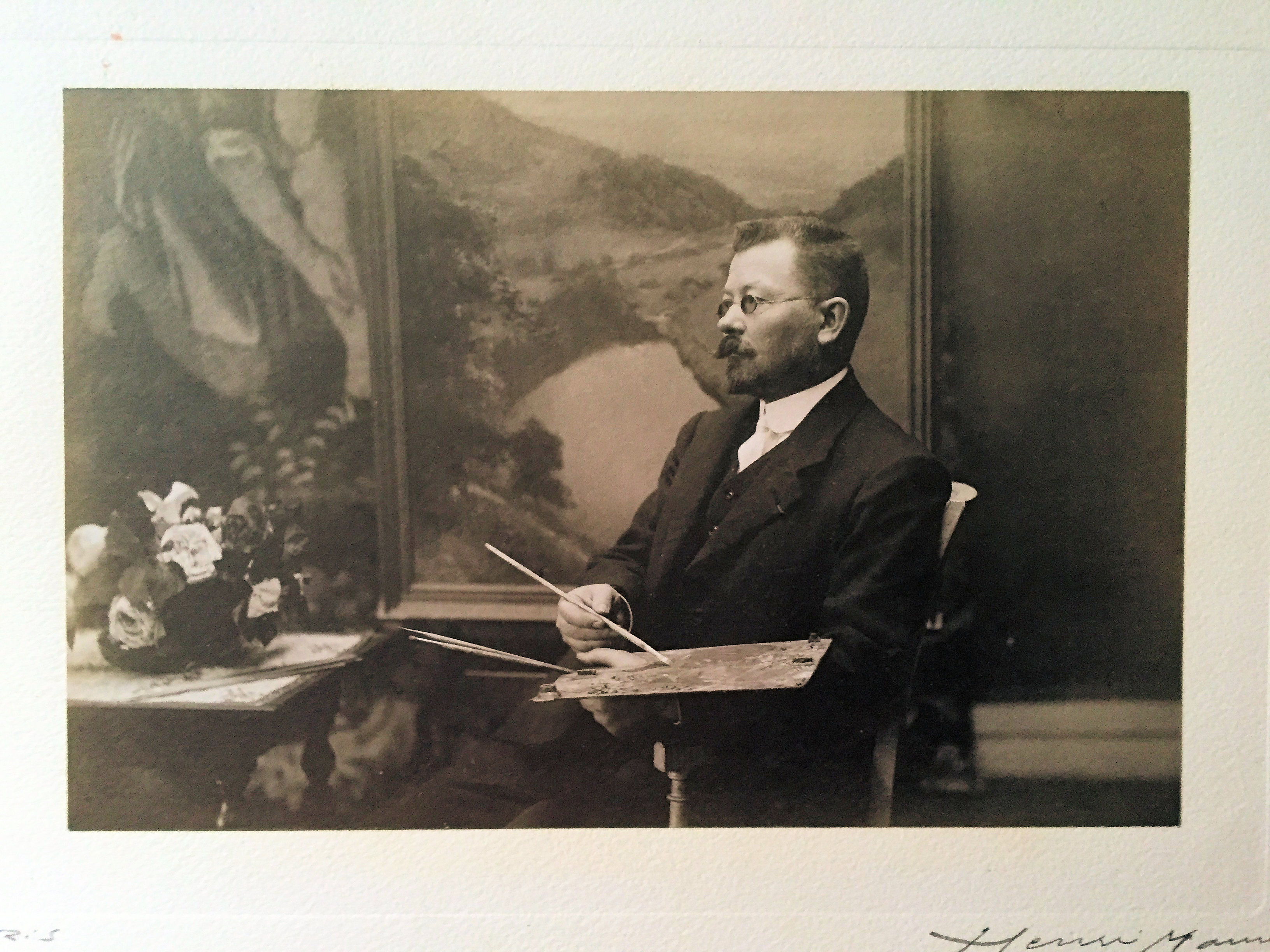
Le peintre dans son atelier.
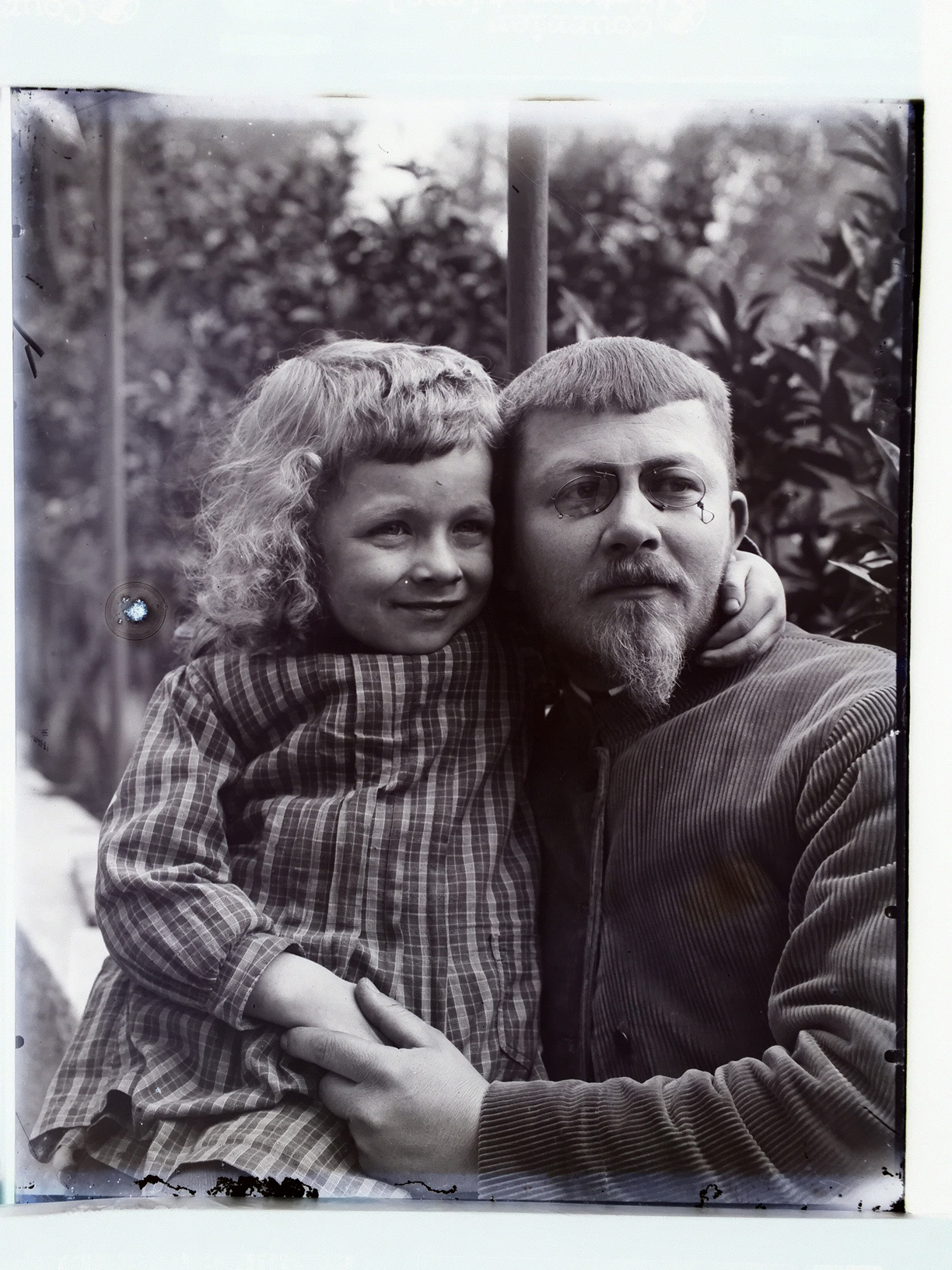
J.-A. Muenier et son fils Pierre.
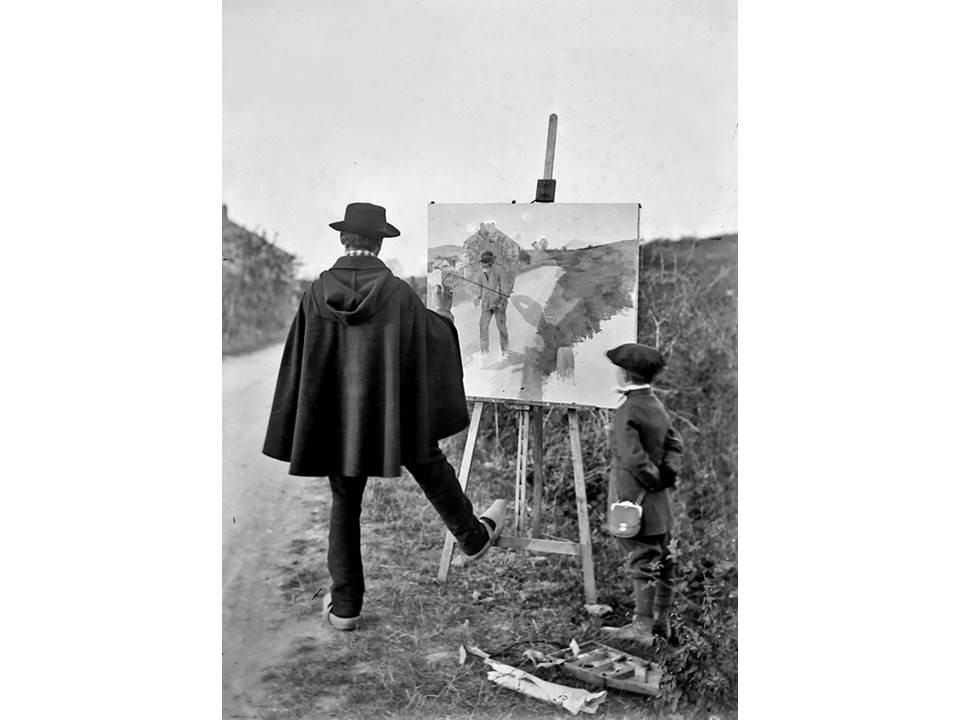
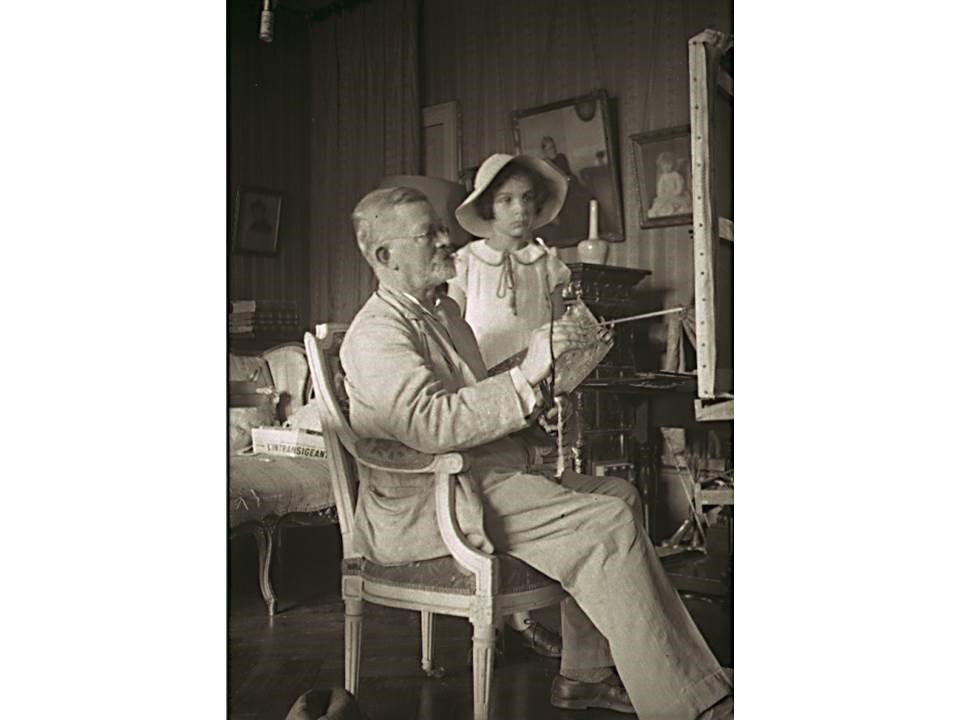
Le peintre et sa petite-fille.
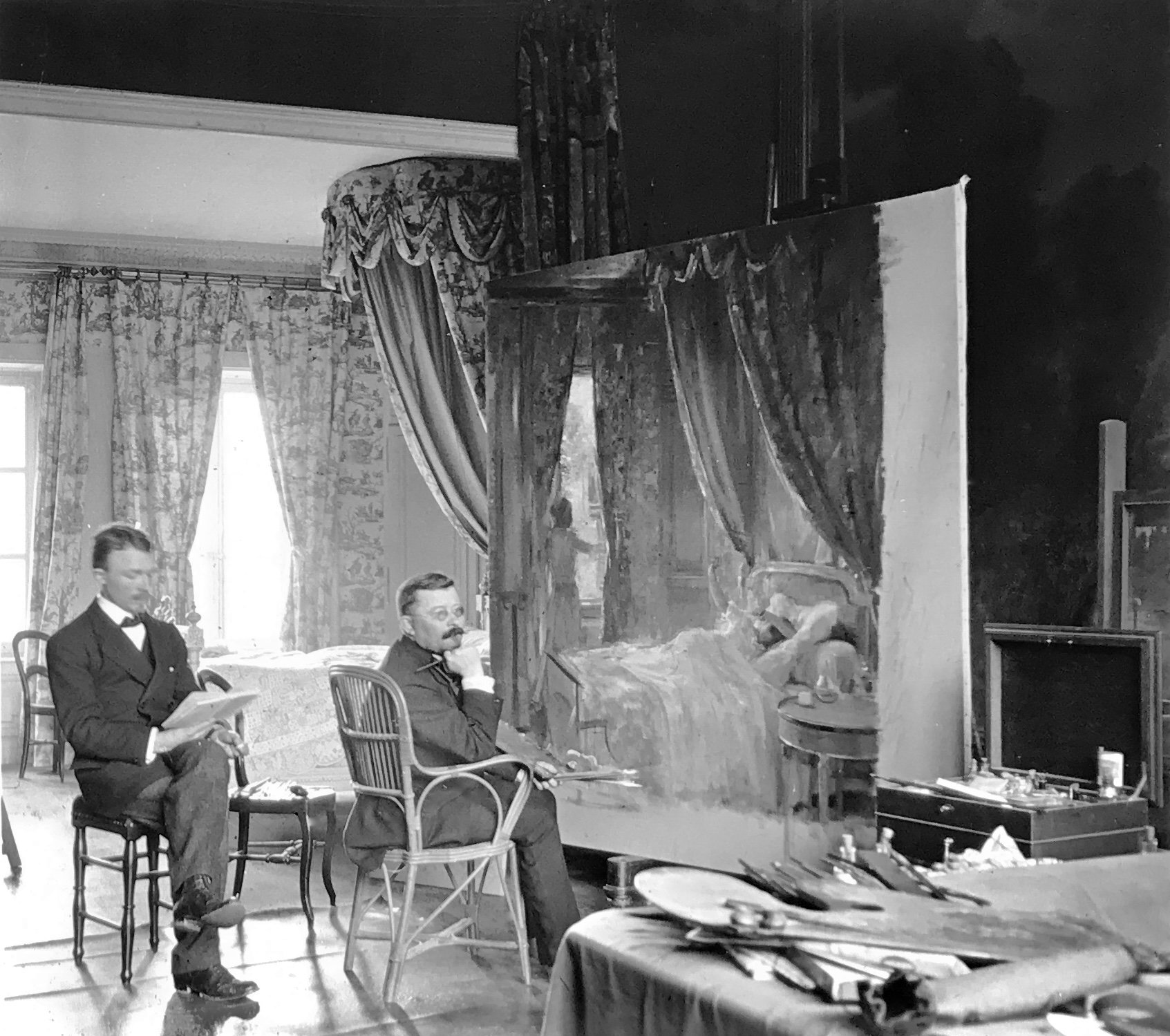
Muenier peignant Le Réveil avec son fils Pierre